# Aya Miyama
Aya Miyama (Japans: 宮間 あや Miyama Aya) (Oamishirasato, 28 januari 1985) is een Japanse voetballer. Sinds 2003 komt ze uit voor het Japans vrouwenvoetbalelftal waarvoor ze sinds 2012 ook aanvoerder is. In 2015 behaalde ze de derde plaats in de FIFA World Player of the Year verkiezing.

## Statistieken
| Japans vrouwenvoetbalelftal | Japans vrouwenvoetbalelftal | Japans vrouwenvoetbalelftal |
| Jaar                        | Wed.                        | Dlp.                        |
| --------------------------- | --------------------------- | --------------------------- |
| 2003                        | 6                           | 2                           |
| 2004                        | 1                           | 2                           |
| 2005                        | 9                           | 2                           |
| 2006                        | 17                          | 3                           |
| 2007                        | 17                          | 6                           |
| 2008                        | 18                          | 4                           |
| 2009                        | 1                           | 1                           |
| 2010                        | 17                          | 2                           |
| 2011                        | 18                          | 4                           |
| 2012                        | 16                          | 3                           |
| 2013                        | 7                           | 1                           |
| 2014                        | 17                          | 4                           |
| 2015                        | 13                          | 4                           |
| 2016                        | 5                           | 0                           |
| Totaal                      | 162                         | 38                          |

## Prijzen

### Team
- Wereldkampioenschap

Winnaar: 2011
Tweede: 2015
- Olympische Spelen

Tweede: 2012
- Aziatisch Kampioenschap

Winnaar: 2014
Tweede: 2008, 2010
- Aziatische Spelen

Winnaar: 2010
Tweede: 2006, 2014

### Individueel
- Wereldkampioenschap

All-Star team: 2011
Bronzen Bal: 2015
- Aziatisch Kampioenschap

Beste speler: 2014
- AFC Vrouwenvoetballer van het jaar

Winnaar: 2011, 2012, 2015
- Algarve Cup

Beste speler: 2012
- Nadeshiko League Divisie 1

Team van het jaar: 2007, 2008, 2011, 2012, 2013, 2014
- Nadeshiko League Divisie 2

Beste speler: 2004
Topscorer: 2004